# Inés de Suárez (métro de Santiago)
Inés de Suárez est une station de la ligne 6 du métro de Santiago. Elle est située au croisement des avenues Pedro de Valdivia et Francisco Bilbao  dans le commune de Providencia, à Santiago au Chili.
Mise en service en 2017, elle dessert, un quartier résidentiel avec de nombreux établissements scolaires, dont les universités Finis Terrae et Gabriela Mistral et le parc Inés de Suárez.

## Histoire
La station Inés de Suárez est mise en service le 2 novembre 2017, lors de l'ouverture à l'exploitation de la Ligne 6 du métro de Santiago, longue de 15,3 km, de Cerrillos à Los Leones. Son nom est dû à la présence, à proximité, du parc Inés de Suarez, nommé en référence à Inés Suárez (1507-1580), connue pour avoir pris une part importante dans la fondation de la ville de Santiago.